# Rudolf Gebhardt
Rudolf Gebhardt (* 17. August 1894 in Dresden; † 12. Dezember 1985 in Dresden) war ein deutscher Graphiker und Maler.

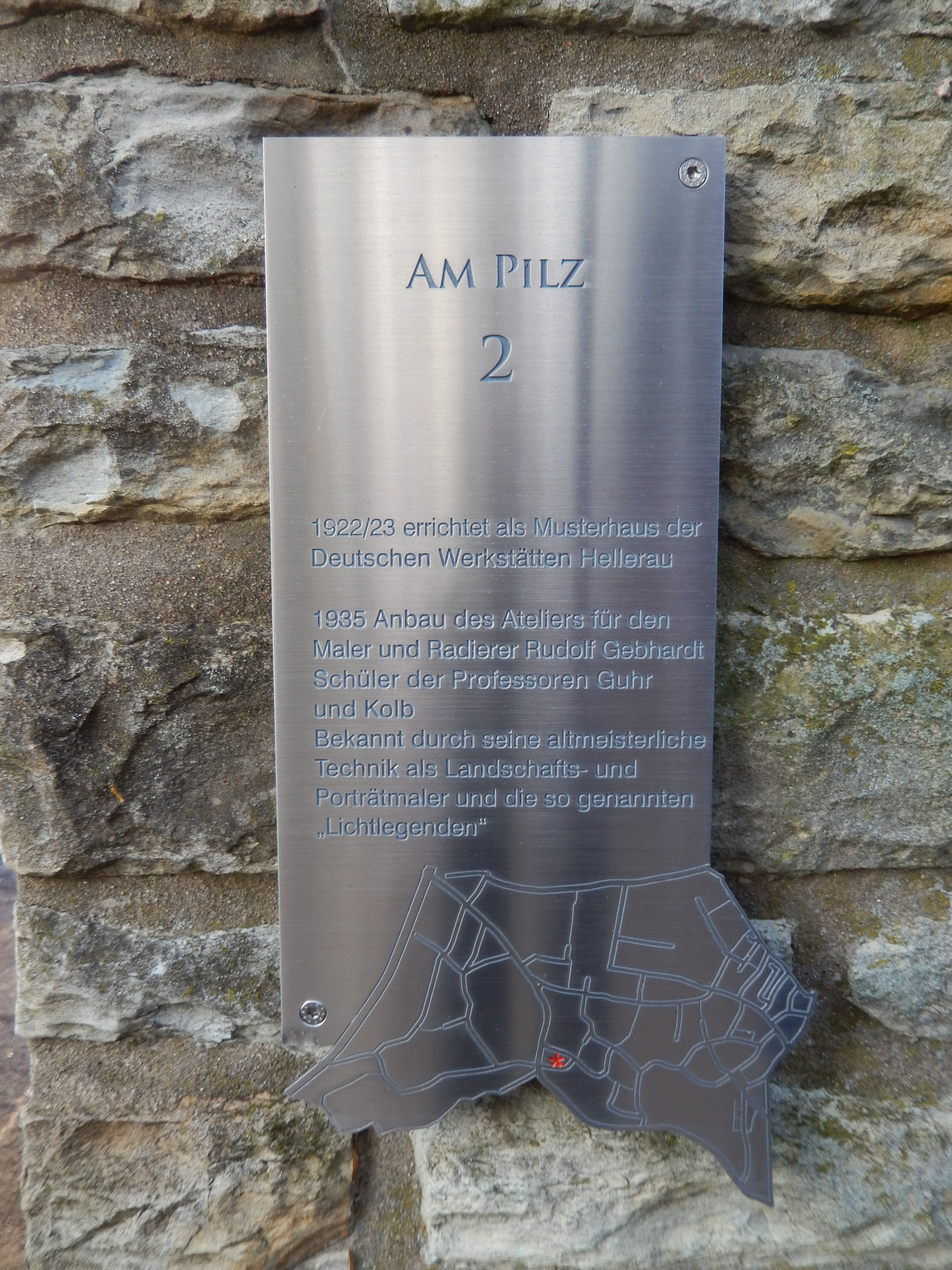
Gedenktafel am Wohnhaus

## Leben
Nach der Grundschulzeit studierte Gebhardt von 1909 bis 1912 an der königlichen Zeichenschule in Dresden. Anschließend studierte er ein Jahr an der Dresdner Kunstgewerbeschule und war dann bis 1918 Soldat im Ersten Weltkrieg. Verwundet aus dem Kriegsdienst wieder in Dresden, nahm er von 1918 bis 1922 eine Tätigkeit als Dekorationsmaler auf. Von 1922 bis 1925 studierte er an der Leipziger Akademie für Graphische Künste bei Alois Kolb und Hans Alexander Müller. Von 1925 bis 1933 studierte er wiederum an der Dresdner Kunstgewerbeschule bei Richard Guhr.
Seit dem Jahr 1922 wohnte er in Hellerau bei Dresden und war ab 1925 selbständig im eigenen Atelier tätig. Zwischendurch bereiste er, teilweise beauftragt, Deutschland. Dabei prägte sich sein Stil zur Neuen Sachlichkeit und der Naturverbundenheit. Die Vielfalt der Natur spiegelt sich in seinen Werken wider. Aber auch sachliche architektonische Werke wie zum Beispiel das Bildnis des Hellerauer Festspielhauses zeigen die genialen Fertigkeiten des Malers auf. Neben Stadtansichten suchte er immer wieder die Natur wiederfindend in seinen Landschaftsbildnissen wie auch in seinen Tierbildern einzuordnen.
In der Zeit des Nationalsozialismus war Gebhardt Mitglied des nazistischen Frontkämpferbunds bildender Künstler und der Reichskammer der bildenden Künste. 
Nach dem Zweiten Weltkrieg arbeitete er auch als Restaurator. So restaurierte er mit den Malern Max Merbt und Max Rosenlöscher in der Kirche in Schellerhau die historisch-wertvollen Bilder an der Decke und den Emporen.

## Ehrungen
- 1934 Sächsischer Staatspreis für das Kinderbildnis Wolfgang (Öl)

## Werke (Auswahl)
- Waldweg (Radierung, 42,5 × 34,3 cm; Museum für Sächsische Volkskunst, Dresden)[4]
- Kinderbildnis[5] (Wolfgang?)
- Antoinette W.[6]

## Teilnahme an Ausstellungen in der Zeit des Nationalsozialismus
- 1933: Dresden, Brühlsche Terrasse („Die Kunst dem Volke“)
- 1934: Dresden, Brühlsche Terrasse („Sächsische Kunstausstellung“)
- 1936: Dresden, Brühlsche Terrasse und Städtische Kunsthalle („Kunstausstellung Dresden“)
- 1939 und 1940: Berlin („Frühjahrsausstellung des Frontkämpferbundes bildender Künstler“)
- 1943: Dresden, Brühlsche Terrasse („Kunstausstellung Gau Sachsen“)